# Изглед към Люксембург от Феченхоф
„Изглед към Люксембург от Феченхоф“ (на френски: Vue de la ville de Luxembourg depuis le Fetschenhof) е картина от Никола Лиез от 1870 г. Представител на германския романтизъм.
Картината е нарисувана с маслени бои върху платно и е с размери 78 x 118 cm. Представя разрушаването на крепостта след Лондонския договор от 1867 г. Част е от фонда на Националния музей за история на изкуството в Люксембург.